# Джон Парко
Джон Парко (англ. John Parco, ім'я при народженні Джон Порко; 25 серпня 1971, м. Су-Сен-Марі, Канада) — італійський хокеїст канадського походження, лівий крайній нападник. 
Виступав за «Беллвіль Буллс», «Гемптон Роуд Адміралс», «Сан-Дієго Галлс», «Сент-Джон Флеймс», «Кауфбойрен», «Ейр Скоттіш-Іглз», «Кардіфф Девілс», ХК Азіаго.
У складі національної збірної Італії учасник зимових Олімпійських ігор 2006, учасник чемпіонатів світу 2003 (дивізіон I), 2005 (дивізіон I), 2006, 2007, 2008, 2009 (дивізіон I) і 2010.
Досягнення
- Чемпіон Італії (2010).